# Congomorda atra
Congomorda atra es una especie de coleóptero de la familia Mordellidae. Es la única especie del género Congomorda.

## Distribución geográfica
Habita en la República Democrática del Congo.